# دیزد
دیزد (انگلیسی: Dazed، نام قبلی تا فوریه ۲۰۱۴ Dazed & Confused)، یک ماهنامه سبک زندگی بریتانیایی است که در سال ۱۹۹۱ تأسیس شد. این مجله، موسیقی، فشن، فیلم، هنر و ادبیات را پوشش می‌دهد. دیزد توسط دیزد مدیا، یک گروه رسانه‌ای مستقل منتشر می‌شود.

## پس‌زمینه
دیزد توسط جفرسون هک و رانکین، زمانی که آنها در کالج چاپ لندن (اکنون کالج ارتباطات لندن) تحصیل می‌کردند، آغاز شد. در شروع به عنوان یک پوستر سیاه و سفید تا شده بود و سپس خیلی زود به مجله رنگی تبدیل و در کلاب‌های شبانه لندن تبلیغ شد.

## دیزد دیجیتال
Dazeddigital.com در نوامبر ۲۰۰۶ آغاز شد. ادیتور سابق این بخش، آنا کافولا بود. از سال ۲۰۲۱، ابراهیم کامارا به سمت سردبیر و نیت نایلندر به سمت مدیر تحریریه اجرایی منصوب شدند.

## دیزد بیوتی
دیزد در سپتامبر ۲۰۱۸ دیزد بیوتی را راه‌اندازی کرد، که یک پلتفرم اجتماعی است که به تعریف مجدد زبان و ارتباطات زیبایی می‌پردازد. سردبیر این بخش بانی کینی است.